# Montiel
Montiel è un comune spagnolo di 1 450 abitanti situato nella comunità autonoma di Castiglia-La Mancia, nel cui territorio si trova il Castello di Montiel.